# FF Norden 02
Der FF Norden 02 Weiswampach-Hüpperdingen (offiziell FF Norden 02 Wäiswampech-Hëpperdang) ist ein luxemburgischer Fußballverein aus Weiswampach.

## Geschichte
Der Verein wurde am 3. Mai 2002 durch die Fusion von FC Les Montagnards Weiswampach und dem FC Blo-Giel Hüpperdingen gegründet.
Innerhalb von acht Jahren nach der Fusion schaffte der FF Norden 02 2011 den Aufstieg von der fünftklassigen 3. Division in die Ehrenpromotion. Nach dem Abstieg am Ende der Saison 2013/14 gelang 2015 der sofortige Wiederaufstieg. Durch eine 1:4-Niederlage im Barragespiel gegen den FC Koeppchen Wormeldingen folgte 2018 der erneute Abstieg.

## Vorgängervereine

### FC Les Montagnards Weiswampach
Der FC Les Montagnards Weiswampach wurde 1966 gegründet. Bis zur Fusion spielte der Klub stets in unteren Ligen.

### FC Blo-Giel Hüpperdingen
Blo-Giel Hüpperdingen wurde 1946 als FC Hüpperdingen gegründet. Bereits 1953 wurde der Verein wieder aufgelöst und am 1. März 1956 als FC Blo-Giel neu gegründet. Bis zur Fusion pendelte der Klub ebenso wie Les Montagnards zwischen der vierten und sechsten Spielklasse.

## Erfolge
2015 gewann FF Norden 02 durch ein 3:1-Sieg im Finale über Atert Bissen den Coupe FLF, den nationalen Pokalwettbewerb für Vereine der 1., 2. und 3. Division (dritte bis fünfte Spielklasse).

## Stadion
Die 1. Mannschaft trägt ihre Heimspiele im 2.000 Zuschauer fassenden Stade „Auf dem Kiemel“ in Weiswampach aus. Weitere Spielfelder des Vereins sind das Terrain Schmitzgasse in Hüpperdingen sowie der Kunstrasenplatz (Terrain synthetique) in Reuler.

## Ehemalige Spieler
- Laurent Jans, luxemburgischer A-Nationalspieler (107 Länderspiele/1 Tor) und Fußballprofi beim SK Beveren.
- Ralph Schon, luxemburgischer A-Nationaltorhüter (18 Länderspiele)
- Tomás Moreira, luxemburgischer A-Nationalspieler (1 Länderspiel)